# ميخائيل فرنسيس فيلان
ميخائيل فرنسيس فيلان (بالإنجليزية: Michael Francis Phelan)‏ هو محامي وسياسي أمريكي، ولد في 22 أكتوبر 1875 في الولايات المتحدة، وتوفي في 12 أكتوبر 1941 في نفس البلد. حزبياً، نشط في الحزب الديمقراطي. وقد انتخب عضو مجلس نواب ماساتشوستس وانتخب عضو مجلس النواب الأمريكي.